# Musée Goya

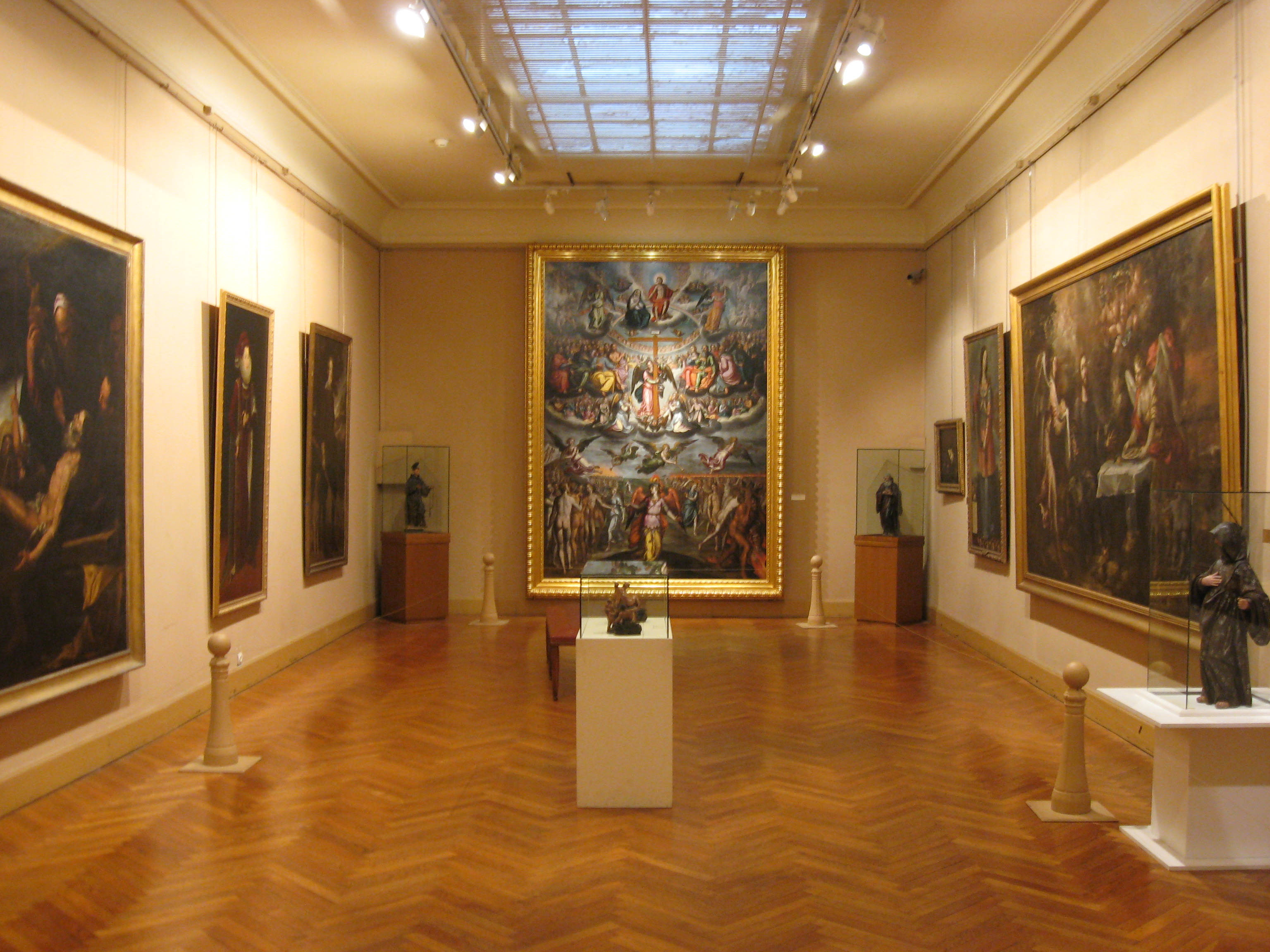
Interno della pinacoteca.

Il Musée Goya è un museo artistico situato nella città francese di Castres nel dipartimento di Tarn.
Ha preso il nome dal pittore spagnolo Francisco Goya, le cui opere costituiscono il nucleo centrale del museo. La collezione è alloggiata nell'antico palazzo episcopale, costruito nel 1675 su progetto di Jules Hardouin Mansart, architetto della Reggia di Versailles. L'edificio, come anche i giardini adiacenti, è invece opera di André Le Nôtre.

## Storia
Il museo ebbe origine nel 1840, in seguito all'acquisizione della ville di Castres, con fine l'esposizione di una ricca raccolta di mineralogia e zoologia. Il compratore dell'edificio era il nobile Briguiboul che già immaginava una vocazione spagnola del museo. Questi, infatti, pittore e collezionista, era stato un grande ammiratore degli antichi maestri spagnoli e aveva deciso di riunire un gran numero di opere di questo genere, tra cui tre disegni di Francisco Goya.
Nel 1949, due depositi del Louvre segnarono la predilezione del museo per l'arte spagnola: le opere erano infatti una Madonna di Bartolomé Esteban Murillo e un Ritratto di Filippo IV, attribuito a Diego Velázquez.
Si tratta di un museo unico del suo genere, poiché raccoglie in terra non iberica un ricchissimo nucleo di dipinti spagnoli, in maniera molto affine all'Hispanic Society of America di New York.

## Collezioni
Nel museo spiccano nomi del calibro di Bartolomé Esteban Murillo, Francisco de Zurbarán, Diego Velázquez, Alonso Cano, Jusepe de Ribera e Juan de Valdés Leal, oltre alle più recenti opere di Francisco Goya e Pablo Picasso.